# تورجير أندرسن
تورجير أندرسن (بالنرويجية البوكمول: Torgeir Andersen)‏ هو سياسي نرويجي، ولد في 16 فبراير 1916 في Nøtterøy ‏ في النرويج، وتوفي بنفس المكان في 5 فبراير 1991. نشط حزبياً في حزب المحافظين. وقد انتخب عضو برلمان النرويج ‏ عن دائرة فستفولد ‏ (1973 – 1977) وانتخب عضو برلمان النرويج ‏ عن دائرة فستفولد ‏ (1969 – 1973) وانتخب county mayor of Vestfold ‏ (1964 – 1971).